# Margaromma imperiosum
Margaromma imperiosum là một loài nhện trong họ Salticidae.
Loài này thuộc chi Margaromma. Margaromma imperiosum được Szombathy miêu tả năm 1915.